# Pseudhormathia boecki
Pseudhormathia boecki är en havsanemonart som beskrevs av Oscar Henrik Carlgren 1943. Pseudhormathia boecki ingår i släktet Pseudhormathia och familjen Condylanthidae. Inga underarter finns listade i Catalogue of Life.